# إدي غوتيرز
إدي غوتيرز (بالإنجليزية: Eddie Gutierrez)‏ هو لاعب كرة قدم أمريكي، ولد في 13 فبراير 1983 في بورتيرفيل في الولايات المتحدة. لعب مع نادي شمال كارولاينا.